# Belodus
Genre
Belodus est un genre de conodontes.

## Espèces
- †Belodus gracilis